# Aryl
Termínem aryl (označovaným někdy zkratkou Ar, kolidující však se značkou argonu) se v organické chemii označuje libovolná funkční skupina nebo substituent odvozený od arenu odtržením atomu vodíku z atomu uhlíku aromatického cyklu, tedy například fenyl, thiofenyl, indolyl, naftyl apod. (viz nomeklaturu IUPAC). Název "aryl" se používá pro účely zobecnění.
Nejběžnější arylovou skupinou je fenyl C6H5. Je odvozen od benzenu. Tolylová skupina CH3C6H4 je odvozena od toluenu (methylbenzenu), z jehož molekuly vychází volná vazba z aromatického kruhu (pokud vychází z methylové skupiny, jde o benzyl, který však již není arylem). Xylylová skupina (CH3)2C6H3 je odvozena od xylenu (dimethylbenzenu).
Biaryly mohou vykazovat axiální chiralitu. Arylace je jednoduše jakýkoli chemický proces, kde je arylová skupina navázána na substrát.